# Ливонская конфедерация
Ливонская конфедерация — объединение епископств Римской католической церкви, немецких рыцарей Ливонского ордена и городов на землях Ливонии (на территории современных Латвии и Эстонии), существовавшее примерно с 1435 года и ликвидированное в 1561 году. Соглашение о Ливонской конфедерации (eiine fruntliche eyntracht) было подписано 4 декабря 1435 года в Валке архиепископом Рижским, епископами Дерптским, Эзель-Викским, Ревельским и Курляндским, представителями Ливонского ордена и вассалов, а также депутатами муниципальных советов городов Риги, Ревеля и Дерпта.

## Предыстория
В начале XIII века немецкие крестоносцы завоевали Прибалтику и начали христианизацию местного населения. В 1201 году Альбрехт фон Буксхёвден основал крепость Ригу, а в 1202 году для координации сил немецких рыцарей основал Орден меченосцев.
2 февраля 1207 года эта территория была объявлена княжеством в составе Священной Римской империи и получила название Terra Mariana («Земля девы Марии»). В 1215 году папа Иннокентий III провозгласил эти земли владением Святого Престола.
Деление Terra Mariana было установлено папским легатом Гильомом Моденским в 1228 году как компромисс между немецкими рыцарями и католической церковью. В теории немецким рыцарям полагалось 1/3 земель, а церкви 2/3, но фактически рыцари контролировали почти все земли, что было источником постоянных конфликтов между ними и церковью. Князья-епископы лишь формально обладали территориальным суверенитетом и властью в своих владениях.
В 1330 году Тевтонский орден был официально признан сеньором Риги. Для решения споров между немецким рыцарством и епископами в 1419 году в Вальке был сформирован ландтаг, в который вошли представители рыцарства, церкви и городов.
1 сентября 1435 года Ливонский орден потерпел поражение в битве под Вилькомиром. Это поражение явилось для Ливонского ордена примерно тем же, чем явилось поражение в Грюнвальдской битве в 1410 году для Тевтонского ордена. 4 декабря 1435 года архиепископом рижским, епископами курляндским, дерптским, эзель-викским и ревельским, а также представителями Ливонского ордена, его вассалами и представителями городских властей Риги, Ревеля и Дерпта было подписано соглашение о формировании Ливонской конфедерации eiine fruntliche eyntracht.("eine freundliche eintracht")

## Структура государства
Во главе Ливонской конфедерации стоял пожизненно назначаемый ландмейстер Тевтонского ордена (называемый обычно магистром Ливонского ордена) с резиденцией в Риге или Вендене.
Орденскими городами управляли назначаемые комтуры и фогты, которые отчитывались перед ежегодными капитулами, состоявшими из высших чинов Ливонского ордена.

## Противоборство с Россией и Реформация

Раздел владений Ливонской конфедерации в XVI—XVII веках.

После присоединения в 1478 году Новгорода усилившееся к тому времени Русское государство стало непосредственным соседом Ливонской конфедерации. Не располагая достаточными для самостоятельного противоборства силами, что отчётливо проявилось в ходе русско-ливонской войны (1480—1481), явно более слабая Ливонская конфедерация дала своё согласие на выдвинутое в 1500 году Литвой предложение о союзе против России — не без колебаний, памятуя о прежних попытках Литвы подчинить себе Тевтонский орден.

После заключения в 1501 году союза с Великим княжеством Литовским, войскам Ливонской конфедерации под руководством Вальтера фон Плеттенберга в ходе войны 1501—1503 годов удалось добиться ряда успехов в военных действиях против России, не дававших впрочем, возможности ливонцам закрепиться на русской территории. По итогу войны Иван III и Ливонская конфедерация заключили мир на условиях лат. status quo ante bellum — возврата к состоянию до её начала, который действовал вплоть до Ливонской войны.

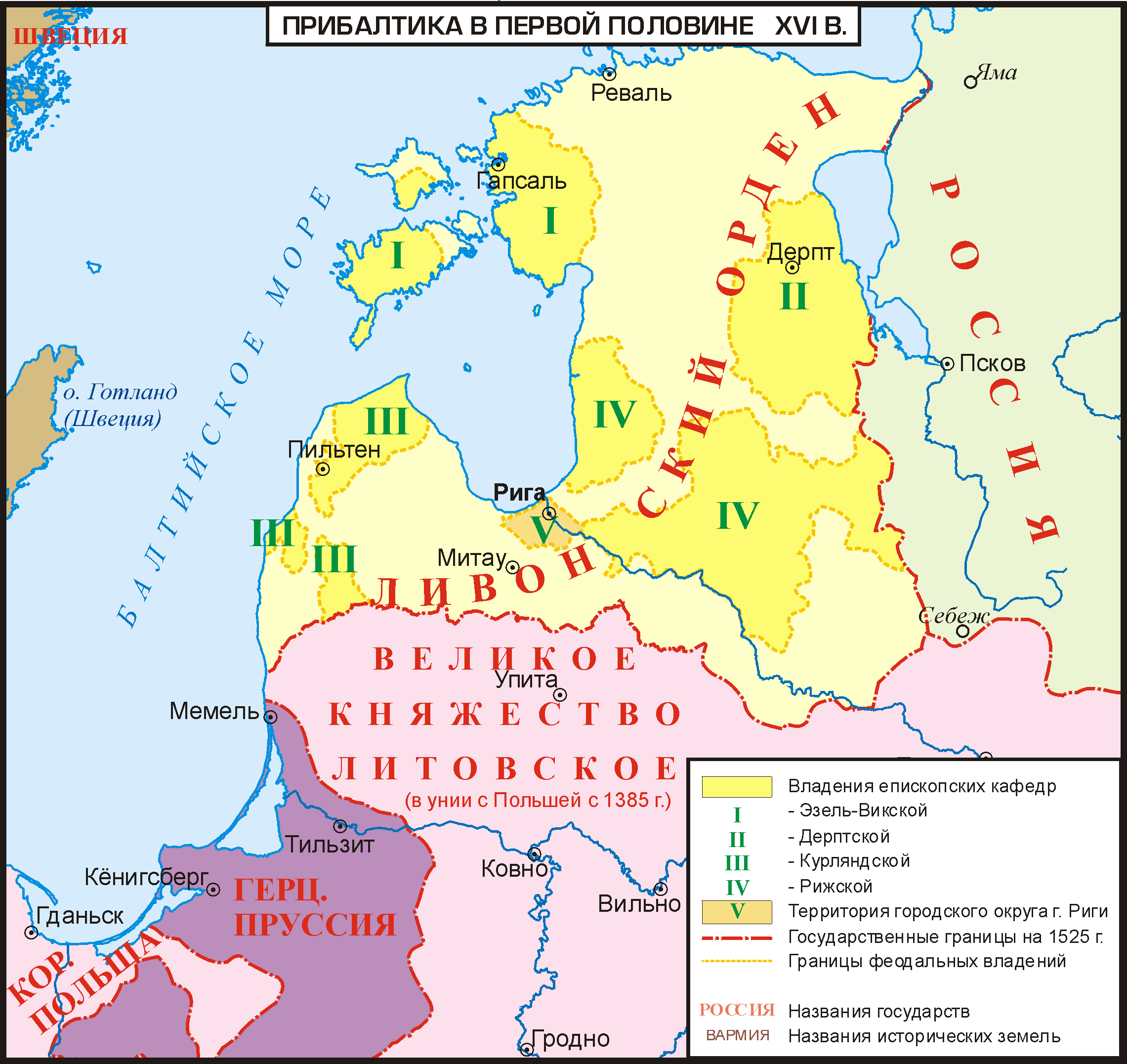
Прибалтика в первой половине XVI века

В ходе Реформации, в результате Ливонской войны, во второй половине XVI века прибалтийские церковные княжества были ликвидированы: епископство Дорпат — завоёвано Иваном Грозным в 1558 году и упразднено, епископства Эзель-Вик и Курляндия — проданы Дании в 1560 году, с последующей секуляризацией, архиепископство Рижское было секуляризировано в 1561 году (Рига получила статус свободного имперского города). По Виленской унии 1561 года территории бывших епископств вошли в состав Великого княжества Литовского и вассального по отношению к нему герцогства Курляндия (за исключением отошедшей Швеции большей части континентальных земель епископства Эзель-Вик, а также оставшихся под властью Дании островов Эзель и Моон).